# Kōnstantínos Tasoúlas
Kōnstantínos Tasoúlas (in greco Κωνσταντίνος Τασούλας?; Giannina, 17 luglio 1959) è un avvocato e politico greco, presidente della Repubblica Ellenica dal 13 marzo 2025.
È stato precedentemente presidente del Parlamento ellenico dal 2019 al 2025. Membro del partito Nuova Democrazia, è stato un parlamentare di lungo corso, dal 2000 al 2025, per l'unità periferica di Giannina. Per un breve periodo, fra il 2014 ed il 2015, è stato inoltre ministro della cultura e dello sport nel governo di Antōnīs Samaras.

## Biografia
Nato a Giannina, capoluogo dell'Epiro, il 17 luglio 1959, ha studiato giurisprudenza all'Università capodistriana di Atene, laureandosi nel 1981. Successivamente ha lavorato come avvocato nella capitale greca e a Londra.

## Carriera politica

### Primi anni
Dopo essere diventato membro del partito Nuova Democrazia, dal 1981 al 1990 è stato segretario presso l'ufficio del politico di lungo corso Evangelos Averoff-Tositsas. Nel 1990 venne eletto presso il consiglio comunale di Kifisià, un sobborgo di Atene, divenendone poi sindaco nel 1994. Nel 1990 venne messo a capo dell'Organizzazione per il supporto all'export, ruolo mantenuto fino al 1993.

### Carriera parlamentare
Alle elezioni del 2000 Tasoúlas è stato eletto deputato per l'unità periferica di Giannina, confermandosi continuativamente in tutte le tornate successive. Nel 2006 è stato designato portavoce parlamentare del partito Nuova Democrazia divenendone poi, nel 2010, segretario generale. Nel 2007 ha collaborato presso il ministero della difesa, mentre successivamente è stato ministro della cultura e dello sport nel governo di Antōnīs Samaras, fra il 2014 ed il 2015.
 Dopo le elezioni del 2019 Tasoúlas è stato eletto presidente del Parlamento ellenico con 283 voti a favore su 300, provenienti sia dal suo partito ND, in quel momento al governo, sia da alcuni partiti di opposizione, come SYRIZA (eccetto due parlamentari), KINAL, Soluzione Greca e MeRA25, senza ottenere i soli voti del KKE. È stata la prima volta, fra l'altro, di un'elezione del presidente del parlamento greco avvenuta non a scrutinio segreto.

## Presidente della Grecia
Nel gennaio 2025 il Primo ministro Kyriakos Mītsotakīs ha proposto al parlamento la candidatura di Tasoúlas alla carica di presidente della repubblica. Tasoúlas l'ha accettata, ma l'opposizione l'ha accolta con giudizi critici. Dopo quattro votazioni, il 12 febbraio 2025, è stato eletto con i voti di 160 deputati su 300, prestando giuramento il successivo 13 marzo.

## Vita privata
Tasoúlas è sposato con Fani Stathopoulou con la quale ha avuto due figli.

## Onorificenze

### Onorificenze greche
(in qualità di Presidente della Repubblica)